# Paul Richaud
Paul-Marie-André Richaud (ur. 16 kwietnia 1887 w Wersalu, zm. 5 lutego 1968 w Bordeaux) – francuski duchowny katolicki, kardynał, arcybiskup Bordeaux.

## Życiorys
Święcenia kapłańskie przyjął 28 czerwca 1913 w Paryżu. 19 grudnia 1933 został mianowany biskupem pomocniczym Wersalu oraz tytularnym biskupem Irenopolis. Sakrę biskupią przyjął 25 stycznia 1934 z rąk biskupa Benjamina Roland-Gosselin z biskupami Pierre'em-Marie Gerlierem i Georges'em Louisem jako współkonsekratorami. 27 lipca 1938 przeszedł na biskupstwo Laval. 10 lutego 1950 został arcybiskupem Bordeaux. 15 grudnia 1958 Jan XXIII wyniósł go do godności kardynalskiej z tytułem prezbitera Santi Quirico e Giulitta. Uczestniczył w obradach Soboru Watykańskiego II. Wziął udział w konklawe wybierającym Pawła VI.